# Cytheropteron talquinense
Cytheropteron talquinense är en kräftdjursart som beskrevs av H.S. Puri 1954. Cytheropteron talquinense ingår i släktet Cytheropteron och familjen Cytheruridae. Inga underarter finns listade i Catalogue of Life.